# Chiesa di Santa Maria Maddalena (Trento)
La chiesa di Santa Maria Maddalena era una chiesa cattolica situata a Trento, risalente al XII secolo. Venne demolita nel 1909.

## Storia
La chiesa sorse in epoca medievale, probabilmente nel XII secolo, anche se la prima attestazione documentale risale al 1230 (in un testamento che cita un presbiter Sancte Marie Magdalene); assieme a Santa Maria Maggiore e San Pietro, era una delle chiese con "cura d'anime" nella città di Trento; nel 1240-45 risultava soggetta alla "pieve urbana" di Santa Maria Maggiore, mentre nel 1288 è documentato per la prima volta un plebanus proprio, immediatamente soggetto al capitolo della cattedrale di Trento. Verso il 1312 venne eretta a parrocchia, e le venne affidata anche la cura pastorale delle comunità di Garniga e Montevaccino. A partire dal 1386 e durante il basso Medioevo, la chiesa risultava affiancata da un ospedale.
La chiesa venne ricostruita in stile rinascimentale intorno al 1512-1515, per iniziativa di un tal Giovanni Pauernfeind. La parrocchia venne affidata nel 1619 ai somaschi, e nel 1803 ai filippini; venne soppressa nel 1808 e accorpata a quella di San Pietro, che acquisì anche la pala d'altare cinquecentesca di Martino Teofilo Polacco raffigurante la Maddalena. La chiesa venne quindi sconsacrata e adibita ad uso profano, annessa a una caserma austriaca, e infine demolita nel 1909. Ne venne recuperato il portale d'ingresso, recante il nome e lo stemma del Pauernfeind, che venne murato nel cortile del Municipio Vecchio in via Belenzani; sopra la sua architrave è incisa un'amara frase latina, DECIPIMVR.VOTIS. ET.E(empor) E.FALLIMVR.ET.SPES. DERIDET.CVRAS.ANXIA.VITA.NIHIL, ossia "ci inganniamo dei nostri desideri, il tempo ci illude, la speranza ci irride, niente sono la vita e i suoi affanni".

## Descrizione

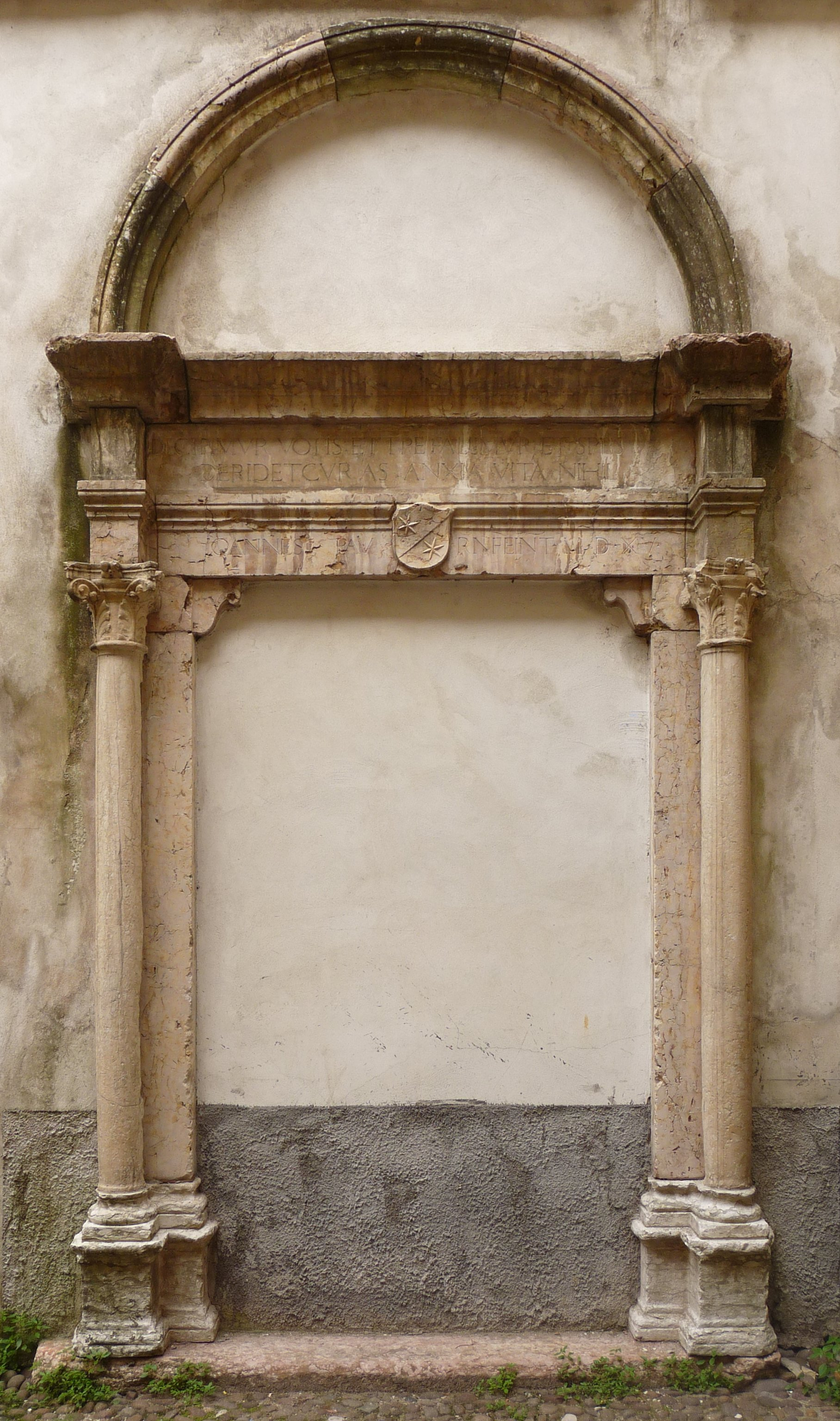
Il portale della chiesa, ora situato nel cortile del municipio vecchio di Trento

La chiesa si trovava nel luogo dove si apre ora via F. Ferruccio, ed era circondata sul sagrato e ai lati da un camposanto, rimasto attivo fino al 1793; sia la chiesa, sia il cimitero, erano luoghi privilegiati per la sepoltura dei membri di famiglie nobili trentine, e abbondavano di tombe monumentali aventi anche valore artistico. Era un edificio di stile tardogotico, con elementi rinascimentali e barocchi; orientata a est, al suo interno era suddivisa in tre navate, separate da quattro colonne per parte e ciascuna conclusa da un'abside romanica.
A cavallo tra Ottocento e Novecento, la chiesa si presentava con una facciata tozza e squadrata con due contrafforti; l'unica apertura era il portale d'ingresso, sormontato da una lunetta cieca; più in alto era ancora presente una finestra ad oculo, tamponata. L'edificio era preceduto da un sagrato, circondato da un alto muro di cinta contro cui, nell'Ottocento, era stata addossata una fontana con mascherone leonino.